# Thott 411 folio
Thott 411 folio er et håndskrift fra slutningen af 1300-tallet i Det Kongelige Biblioteks Håndskriftsamling, der indeholder Dante Alighieris Den guddommelige komedie og i margenen kommentarer af den samtidige lærde Jacopo della Lana (it). 

## Dantes komedie
Dante Alighieri (1265-1321) skrev i begyndelsen af 1300-tallet sit værk Komedien, som det siden blev vane at omtale som Den Guddommelige komedie, og det blev hurtigt tradition at lade det ledsage med kommentarer der kunne oplyse de dunkle passager. Allerede en af Dantes sønner skrev kommentarer til værket, men Jacopo della Lanas kommentarer fik stor indflydelse.
Dantes verdensbillede var det ptolemæiske, hvor Jorden er universets centrum, men de øvrige himmellegemer bevæger sig i cirkler omkring den. Gennem fortællerens nedstigning gennem Helvede i Jordens indre helt ind til Lucifer, der befinder sig længst fra Gud (i Jordens centrum), og hans efterfølgende opstigning over Purgatorie- eller Skærsildsbjerget og op gennem himmelsfærerne til det ufattelige syn af Gud, ”kærligheden, der bevæger stjernerne”, får vi en bevægende skildring af kosmos, der også gengives i håndskriftilluminationer og bogillustrationer. Det er en udbredt opfattelse at man i middelalderen troede at jorden var flad. Det var formentlig en udbredt folkelig opfattelse, men de lærde vidste udmærket fra antikken og fremefter at jorden var kugleformet; dog havde man i Europa intet kendskab til hvad der fandtes på den sydlige halvkugle, hvor Dante anbringer Purgatoriebjerget. 

## Jacopo della Lanas kommentar
Sammen med Dantes tekst indeholder håndskriftet en kommentar af Jacopo della Lana. Kommentaren er forfattet omkring år 1328, altså i årene umiddelbart efter Dantes død. Der findes godt 30 håndskrifter fra 1300-tallet med denne kommentar. Jacopo della Lana var den første der kommenterede hele værket (og ikke bare første sang). Desuden tilføjede han fortaler til hver sang. Man havde  for vane at forsyne de antikke forfatteres værker med den type kommentar, men det var et særsyn at en ny forfatter der skrev på folkesproget, blev forsynet med kommentar. Værket var en ny klassiker. 

## Håndskriftet Thott 411 fol
Hele håndskriftet, både Dantes tekst og Jacopo della Lanas kommentar, er skrevet af den samme skriver, muligvis i området omkring Pisa i den sidste del af 1300-tallet. Håndskriftet er udstyret med illuminerede initialer og miniaturer, men hovedparten af dem er ikke færdiggjorte. Første og anden bog (Helvede og Purgatoriet) har blot tegnede udkast, hvor nogle af initialerne dog har forgyldning eller er klargjort til forgyldning. I tredje del (Paradis) er dekorationerne længere fremskredne, eftersom en del sider er færdiggjorte.  Den eneste illustration i værket der fylder en hel side, forestiller Lucifer, der befinder sig længst fra Gud, helt inde i jordens centrum. Dante og Vergil har netop passeret klodens midte, hans hofte, og begiver sig nu op mod den anden side af jordkloden
Man har ofte bemærket en tilsyneladende kvalitetsforskel mellem tegningerne og de færdigmalede billeder, og har derfor formodet at det er en ringere kunstner der på et senere tidspunkt har forsøgt at færdiggøre illustrationerne. Der er i øvrigt klare ikonografiske ligheder med Biblioteca Laurenziana i Firenzes håndskrift Plut. 40.7. 
Håndskriftet er på 245 blade og måler 36 cm. i højden og 25,5 centimeter i bredden. Det blev udstillet på udstillingen Skatte i Det Kongelige Bibliotek, der åbnede i maj 2012.

### Håndskriftets proveniens
Som det fremgår af opstillingssignaturen  Thott 411 folio, har håndskriftet tilhørt Otto Thott. Det er blevet hævdet at håndskriftet skulle stamme fra Otto Thotts forfader Tage Thott, der studerede i Padova i slutningen af 1500-tallet, men der er intet belæg for denne påstand.   If. Harald Ilsøe kunne håndskriftet være indkøbt af den kongelige bibliotekar Wolfen i Italien og solgt ved dennes auktion i 1730.  Otto Thott kunne her have købt det. Under alle omstændigheder indgik det i Otto Thotts bibliotek, hvorfra det ved testamentarisk bestemmelse overgik til Det Kongelige Bibliotek efter hans død i 1785. Det blev i 1800-tallet fremhævet af italienske lærde Skandinaviensrejsende som en af de skatte de fik fremvist på biblioteket.